# Healthy Together
Healthy Together é um aplicativo de rastreamento de contatos COVID-19 usado para rastreamento de contatos digitais em Utah. Foi lançado pela primeira vez em abril e entrou em operação em 30 de junho de 2020. Acredita-se que os aplicativos de rastreamento de contratos sejam uma das ferramentas mais eficazes disponíveis para reduzir as taxas de transmissão e aliviar a pressão no sistema de saúde.
Utah pagou mais de US $ 2,75 milhões pelo desenvolvimento do aplicativo. Eles receberam um aplicativo semelhante chamado "Distanciamento" de graça na semana seguinte. O distanciamento não faz perguntas de triagem de saúde, enquanto o Healthy Together tem um teste de triagem de saúde. Outra diferença é que o Healthy Together não usava os recursos Bluetooth, e o escritório do governador mais tarde tentou adicionar recursos como geolocalização interna ao Healthy Together. Os atrasos na adição do recurso de geolocalização atrasaram a liberação do aplicativo por mais tempo do que o esperado. O aplicativo tem sido mais difícil de usar de maneira eficaz, pois as taxas de transmissão aumentaram em Utah.
O Healthy Together não usa a API do Google / Apple para rastreamento de contatos e notificação de exposição. Atualmente, o Healthy Together é usado apenas em Utah, mas tem planos de expansão para outros estados e clientes corporativos.